# Ненад Величкович
Ненад Величкович (на сръбски: Nenad Veličković) е босненски писател и журналист, роден и живеещ в Сараево.

## Биография
Завършва математическата гимназия в Сараево и югославска филология в Сараевския университет. Бил е главен редактор на младежкото културно и забавно списание „Фан“ (Фен) и гимназиален учител. Сега е преподавател в Сараевския университет и главен редактор на издателство „Омнибус“.
Пише проза, пиеси, филмови сценарии, литературни изследвания, критика и др. Почти всички негови радиодрами са наградени, а някои са преведени и излъчени в чужбина. През 1998 г. телевизионният му филм „Как си целунах носа“ получава специалната награда за ТВ-пиеси в Пловдив, а в началото на следващата – наградата „Алеко“ за хумористичния разказ „Дяволът в Сараево“. През 1995 г. излиза романът му „Квартиранти“, който се превръща в бестселър, претърпява няколко издания и е преведен на няколко езика.
Автор още на книгите Дяволът в Сараево (1996), Сексикон/Секспресионизъм (1998), Сараевски гастронавти и Бащата на дъщеря ми (1999), както и на сатирични и хумористични разкази, научна монография за Стеван Сремац – един от класиците на сръбската сатира, и други произведения.